# Salouf
Salouf (toponimo romancio; in tedesco Salux, desueto, ufficiale fino al 1943, in italiano Salugo o Salucco, desueti) è una frazione di 216 abitanti del comune svizzero di Surses, nella regione Albula (Canton Grigioni).

## Geografia fisica
Salouf è situato nella Val Sursette, sulla sponda sinistra del torrente Giulia. Dista 36 km da Coira e 44 km da Sankt Moritz. Il punto più elevato del territorio è la cima del Piz Curvér (2 972 m s.l.m.), che segna il confine con Andeer e Zillis-Reischen. Nei pressi di Salouf si trova la diga di Burvagn.

## Storia

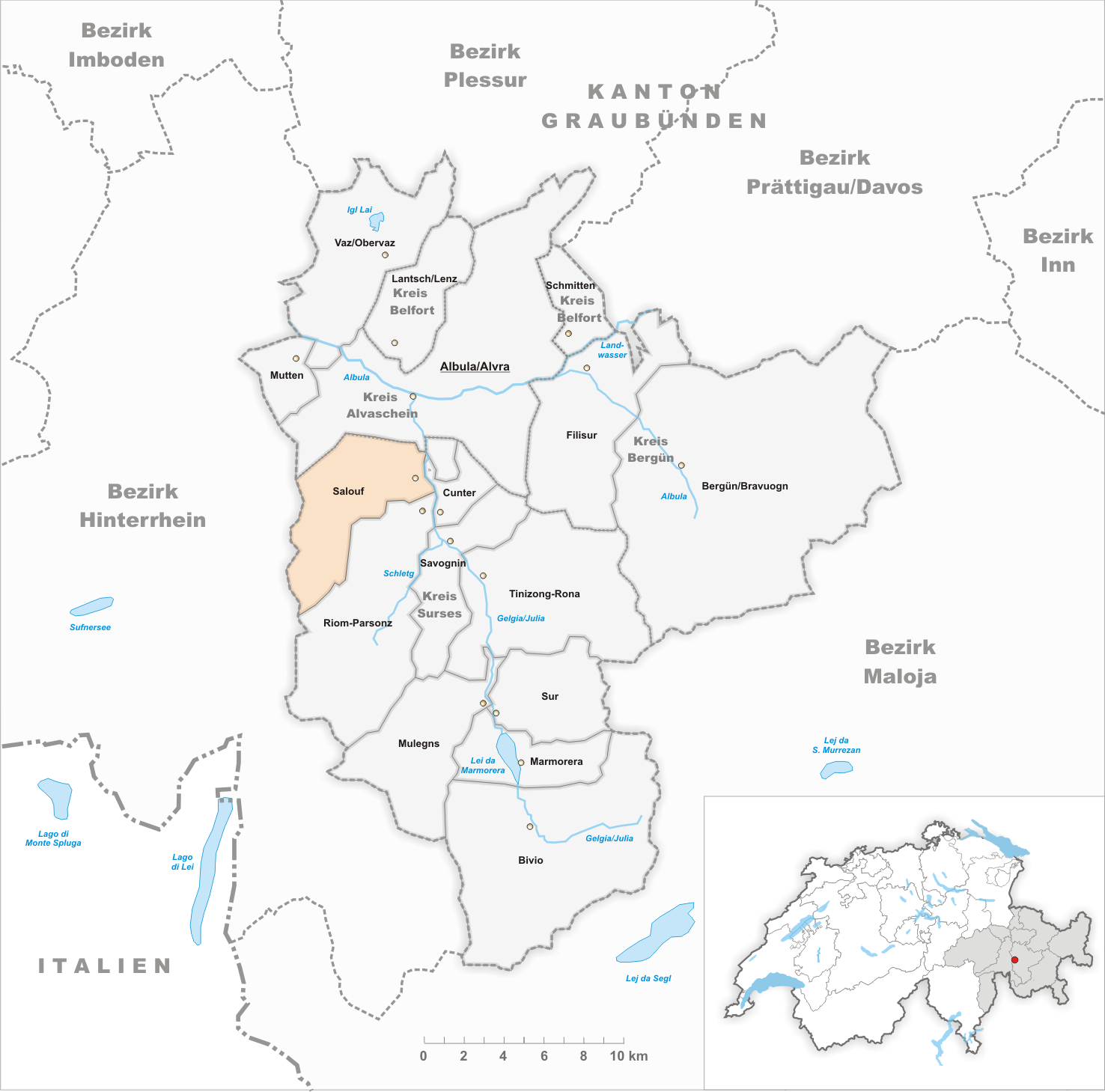
Il territorio del comune di Salouf prima degli accorpamenti comunali del 2016

Fino al 31 dicembre 2015 è stato un comune autonomo che si estendeva per 31,49 km² e che comprendeva anche le frazioni di Del e Mulegn; il 1º gennaio 2016 è stato accorpato agli altri comuni soppressi di Bivio, Cunter, Marmorera, Mulegns, Riom-Parsonz, Savognin, Sur e Tinizong-Rona per formare il nuovo comune di Surses.

## Monumenti e luoghi d'interesse

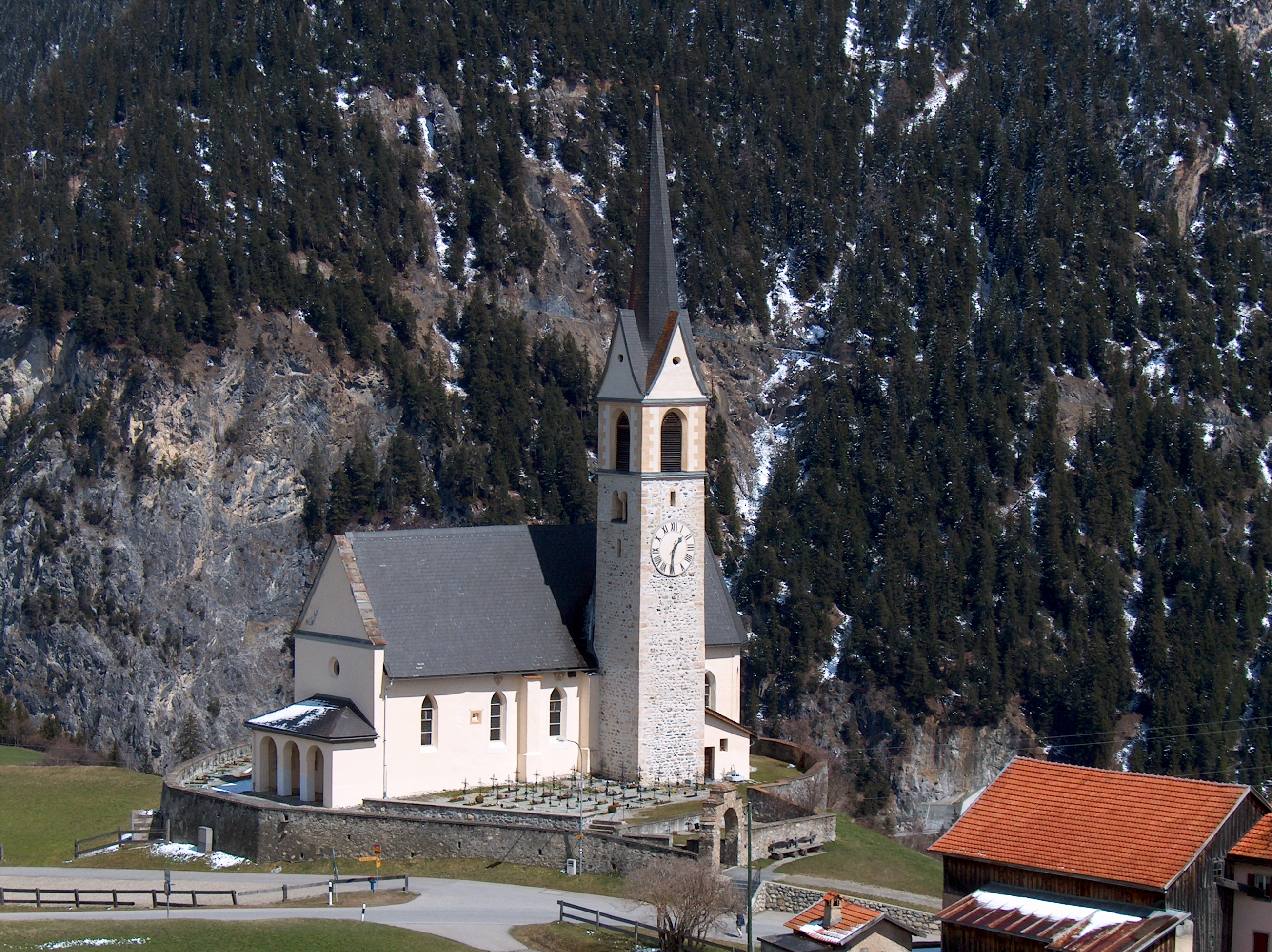
La chiesa di San Giorgio

- Chiesa cattolica di San Giorgio, romanica, attestata dal 1290 e ricostruita nel 1500 circa[1].

## Società

### Evoluzione demografica
L'evoluzione demografica è riportata nella seguente tabella:
Abitanti censiti

## Economia
Salouf è una località turistica collegata alla vicina stazione sciistica di Savognin.

## Infrastrutture e trasporti
La stazione ferroviaria più vicina è a Tiefencastel, a 7,5 km, mentre l'uscita autostradale di Thusis, sulla A13/E43, dista 23 km.

## Amministrazione
Ogni famiglia originaria del luogo fa parte del comune patriziale che ha la responsabilità della manutenzione di ogni bene comune.